# Katja Wittfoth
Katja Wittfoth (* 4. Mai 1971) ist eine ehemalige deutsche Fußballspielerin.

## Karriere
Wittfoth trat 1978 mit sieben Jahren der seit zwei Jahren bestehenden Mädchenmannschaft des Wolfenbütteler SV bei und durchlief bis zu ihrem 21. Lebensjahr alle Altersklassen.
Danach erfolgte der Wechsel zum TSV Fortuna Sachsenross, für den sie in der seinerzeit zweigleisigen Bundesliga in der Gruppe Nord erste Erfahrungen im Seniorenbereich sammeln konnte und mit beitrug, dass die Mannschaft die Saison 1992/93 als Viertplatzierter abschloss.
Zum Wolfenbütteler SV zurückgekehrt, spielte sie für diesen zunächst in der Niedersachsenliga aus der sie mit ihrer Mannschaft zwei Jahre später als Meister hervorging und zur Saison 1995/96 in die Regionalliga Nord aufstieg.
Zur Saison 1998/99 zum Bundesliganeuling WSV Wendschott gewechselt, bestritt sie für diesen 13 Punktspiele, bevor sie in der Folgesaison zum FC Bayern München in die Bayernliga wechselte und am Saisonende zur Meisterschaft beitrug. Während sich ihr Verein in der Gruppe Süd der Aufstiegsrunde zur Bundesliga den Aufstieg in diese erkämpfte, kehrte sie zum WSV Wendschott zurück, für den sie von 2000 bis 2002 ebenfalls in der Bundesliga spielte – 36 Mal, in der sie ein Tor erzielte.
Von 2002 bis 2004 gehörte sie erneut dem FC Bayern München an, für den sie in 19 Bundesligaspielen zum Einsatz kam und zwei Tore erzielte. Am 3. November 2002 (8. Spieltag) debütierte sie beim 3:2-Sieg im Auswärtsspiel gegen den SC 07 Bad Neuenahr und am 4. Mai 2003 (18. Spieltag) gelang ihr beim 3:0-Sieg im Auswärtsspiel gegen den TuS Niederkirchen mit dem Treffer zum 2:0 in der 38. Minute ihr erstes Tor. Ihr letztes Bundesligaspiel für die Bayern bestritt sie am 7. Dezember 2003 (10. Spieltag) bei der 1:3-Niederlage im Auswärtsspiel gegen den Hamburger SV in dem sie in der 65. Minute für Kim Rogers ausgewechselt wurde.
Als Trainerin war sie von 2003 bis 2013 für die zweite Frauenmannschaft des FC Bayern München, den TSV Tettnang, Eintracht Seekirch und den SV Granheim tätig, zuletzt von 2018 bis 2020 für Eintracht Braunschweig, den sie in 39 Spielen betreute.

## Erfolge
- Bayernmeister 2000 (mit dem FC Bayern München)
- Niedersachsenmeister 1995 und Aufstieg in die Regionalliga Nord (mit dem Wolfenbütteler SV)
- Niedersachsenpokal-Sieger 1994 (mit dem Wolfenbütteler SV), 2019 (mit Eintracht Braunschweig)